# Herpyllus brachet
Pour les articles homonymes, voir Brachet.
Espèce
Herpyllus brachet est une espèce d'araignées aranéomorphes de la famille des Gnaphosidae.

## Distribution
Cette espèce est endémique du Mexique. Elle se rencontre à Mexico et dans l'État de Guanajuato.

## Description
Les femelles mesurent de 8,89 à 9,36 mm.

## Publication originale
- Platnick & Shadab, 1977 : A revision of the spider genera Herpyllus and Scotophaeus (Araneae, Gnaphosidae) in North America. Bulletin of the American Museum of Natural History, no 159, p. 1-44 (texte intégral).